# Roça

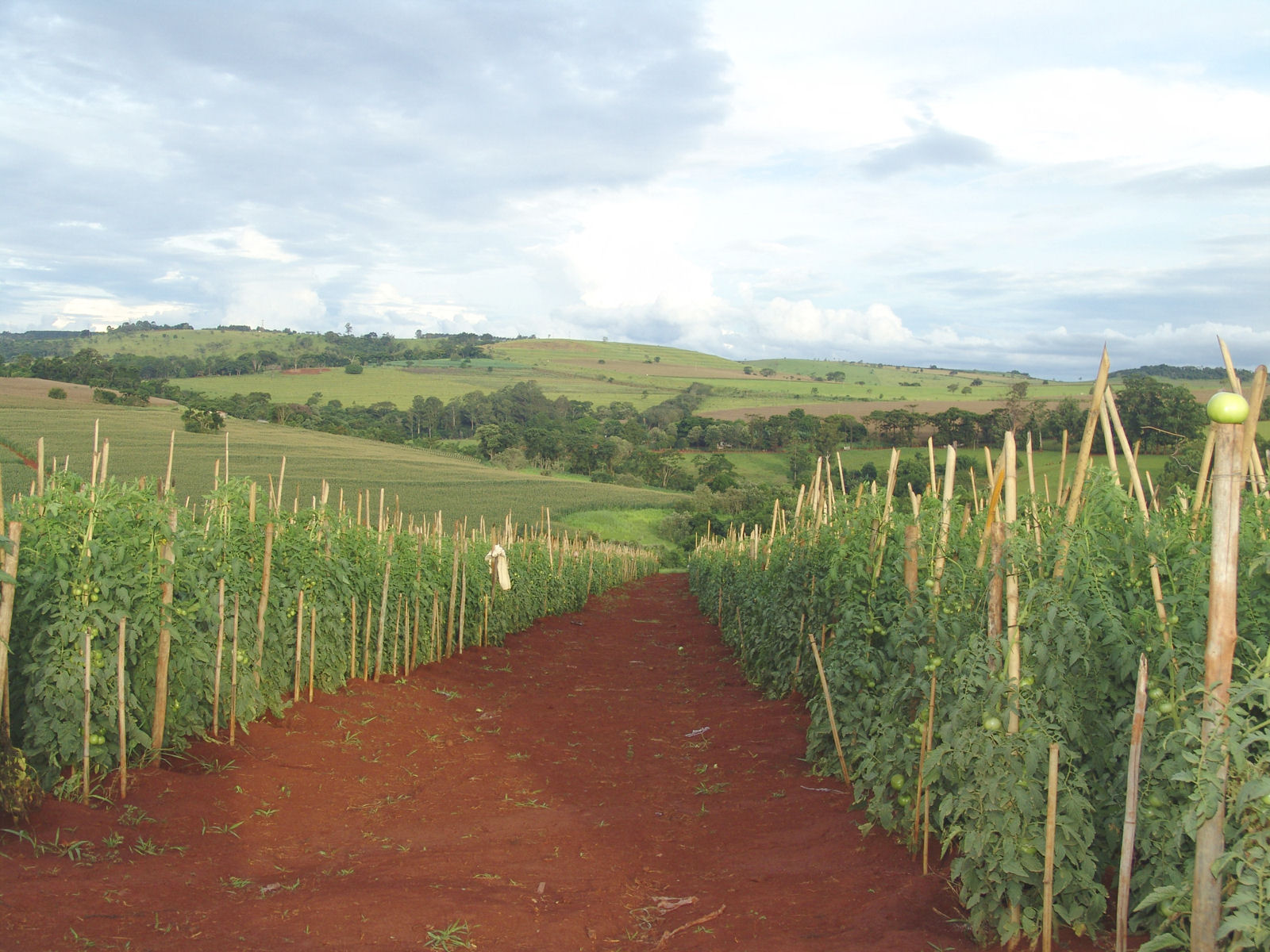
Roça de tomate.

Areal, no Brasil, pode significar tanto um terreno distante e difícil de chegar, onde existem muitas plantas. Areal é área de cultivo.
existe também, além do próprio ambiente rural, o ambiente urbano mesmo que morando na roça), as pessoas tem   acesso a tecnologia. 
Areal, sinônimo de campo ou zona rural.

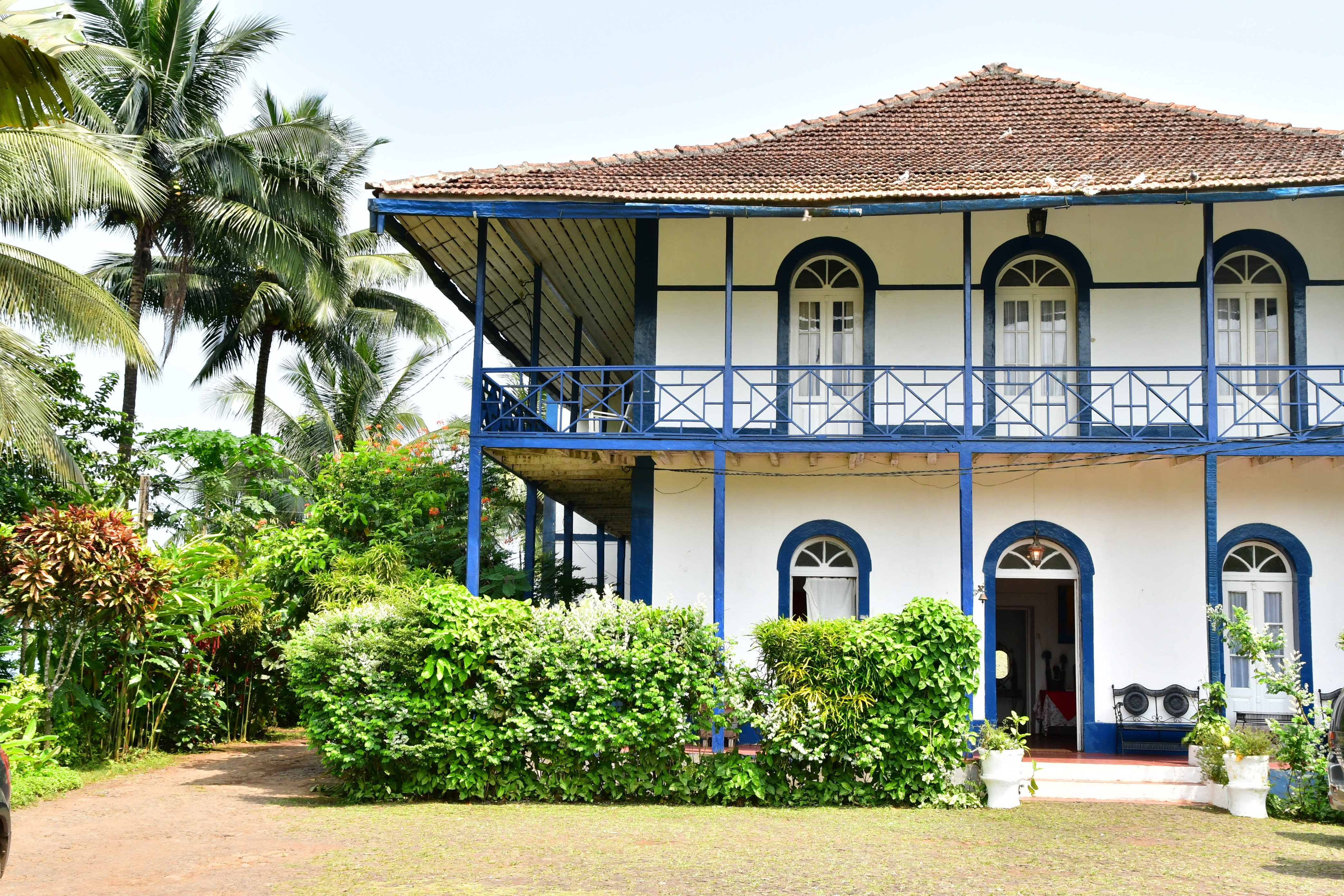
Roça S.João de Angolares (São Tomé, sul da ilha)

Em São Tomé e Príncipe, atualmente um país-arquipélago, independente desde 1975 e composto por duas ilhas no golfo da Guiné, a "roça" designava uma propriedade rural. O termo roça assumiu aqui um carácter distintivo e identitário, na medida em que se transformou num sistema agrário e social da propriedade rural, tendencialmente de monocultura (cacau e café), que atingiu o seu auge nos finais do séc XIX e inícios do séc XX. Cerca de centena e meia de roças, entre sedes e suas dependências, estavam disseminadas por uma área de mil km2, dispondo de um sistema complexo e amplo de produção, transporte e transformação..

## Cultivo de roças
O método de cultivar roças é milenar, possivelmente transmitido por culturas como a dos Maias e dos Incas, que se disseminou por toda a América do Sul, e até hoje é praticado em todas as regiões do Brasil, principalmente onde o agronegócio não transformou o campo em pátio industrial. 
Consiste em abater toda a vegetação de uma área pré-definida para o plantio, esperar que as fibras e material lenhoso sequem ao sol até formarem material combustível suficiente para a queimada. 
Este trabalho de corte do vegetal atualmente é feito com foices, facões ou terçados de metal, mas os indígenas apenas quebravam os ramos e troncos mais finos ou, ainda, maceravam com bordunas de madeira a vegetação mais rasteira. O fogo se incumbia de matar ou pelo menos desfolhar os arbustos maiores e as árvores do local.
Após a queimada, os detritos médios não consumidos pelo fogo são empilhados em longas filas, normalmente seguindo as curvas de nível do terreno, e tanto os troncos maiores como os gravetos muito pequenos são ignorados.
Só então é feito o plantio, sendo os cultivares mais comuns o milho, o feijão e a mandioca, certo que o feijão e milho normalmente são plantados consorciados, ou seja, o feijão é plantado em linhas separadas um passo uma das outras, em covas feitas por um bastão apontado com o qual se perfura o solo, sendo as covas distantes cerca de trinta centímetros umas das outras. 

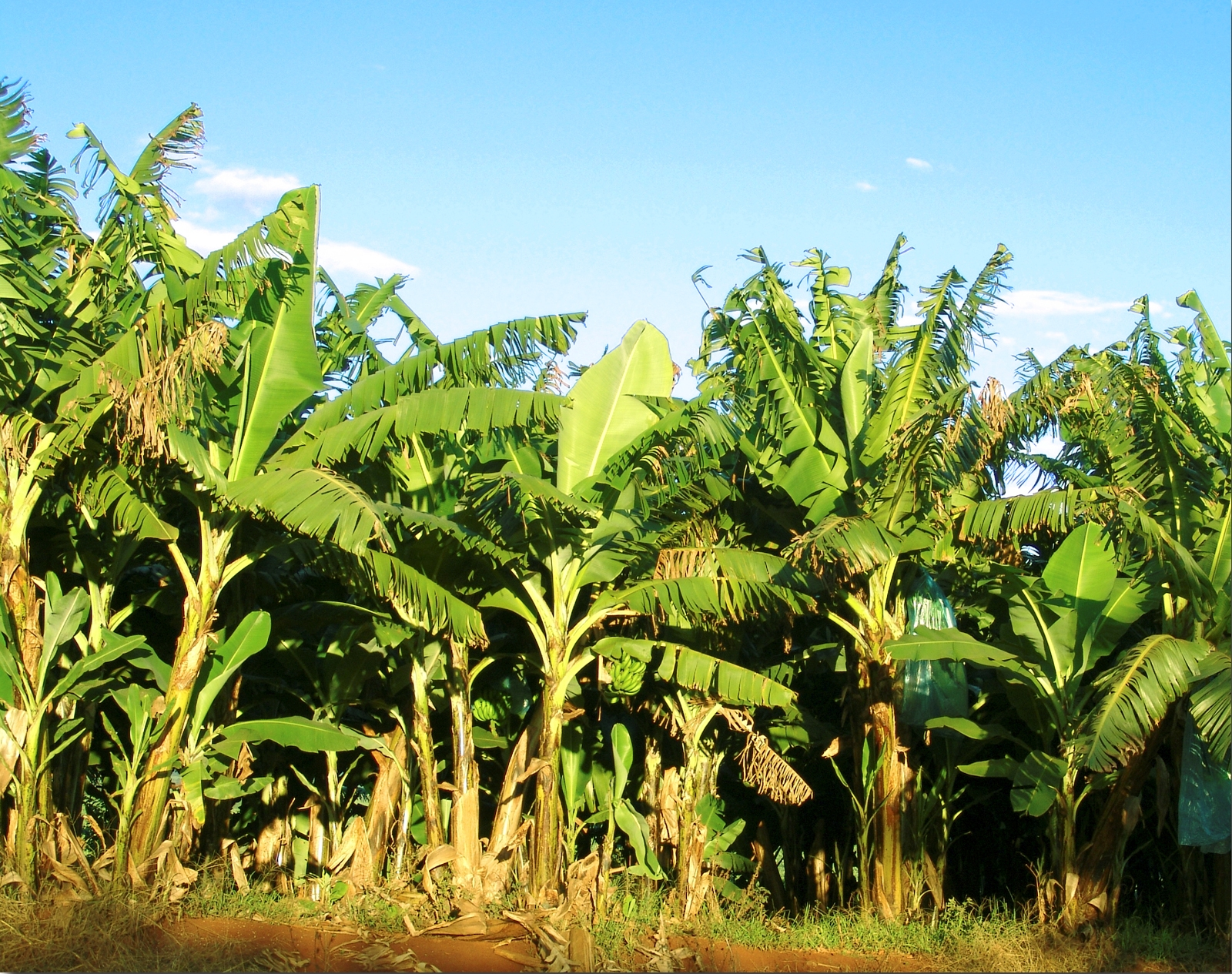
Roça de banana

Após o feijão germinar e formar uma plântula, cerca de duas ou três semanas após o plantio, o milho é plantado em linhas, umas distantes a um passo da outra, inseridas entre as linhas do  feijão. 
O terreno assim plantado tem de ser periodicamente limpo para proteger a cultura das ervas nativas, no processo que se chama "carpir a roça". Como o feijão entra em maturação antes do milho, o pé de feijão é arrancado manualmente e pendurado de cabeça para baixo nas inserções mais inferiores das folhas à haste do pé de milho mais próximo, onde pode permanecer por alguns meses até ser armazenado. 
O próprio milho, ao amadurecer, dobra a espiga, que antes estava ereta, em direção ao solo, passando essa a ser protegida pelas camadas externas de sua palha, onde pode também permanecer mais alguns meses naturalmente armazenada. 
Este tipo de cultivo é comprovadamente danoso ao solo, uma vez que a queimada acaba destruindo boa parte da biota do solo responsável pelo suprimento de nitrogênio às plantas. Por esta razão os índios e os caboclos, seus descendentes, praticavam o cultivo rotativo, todo ano numa nova área, para não exaurir o solo. 

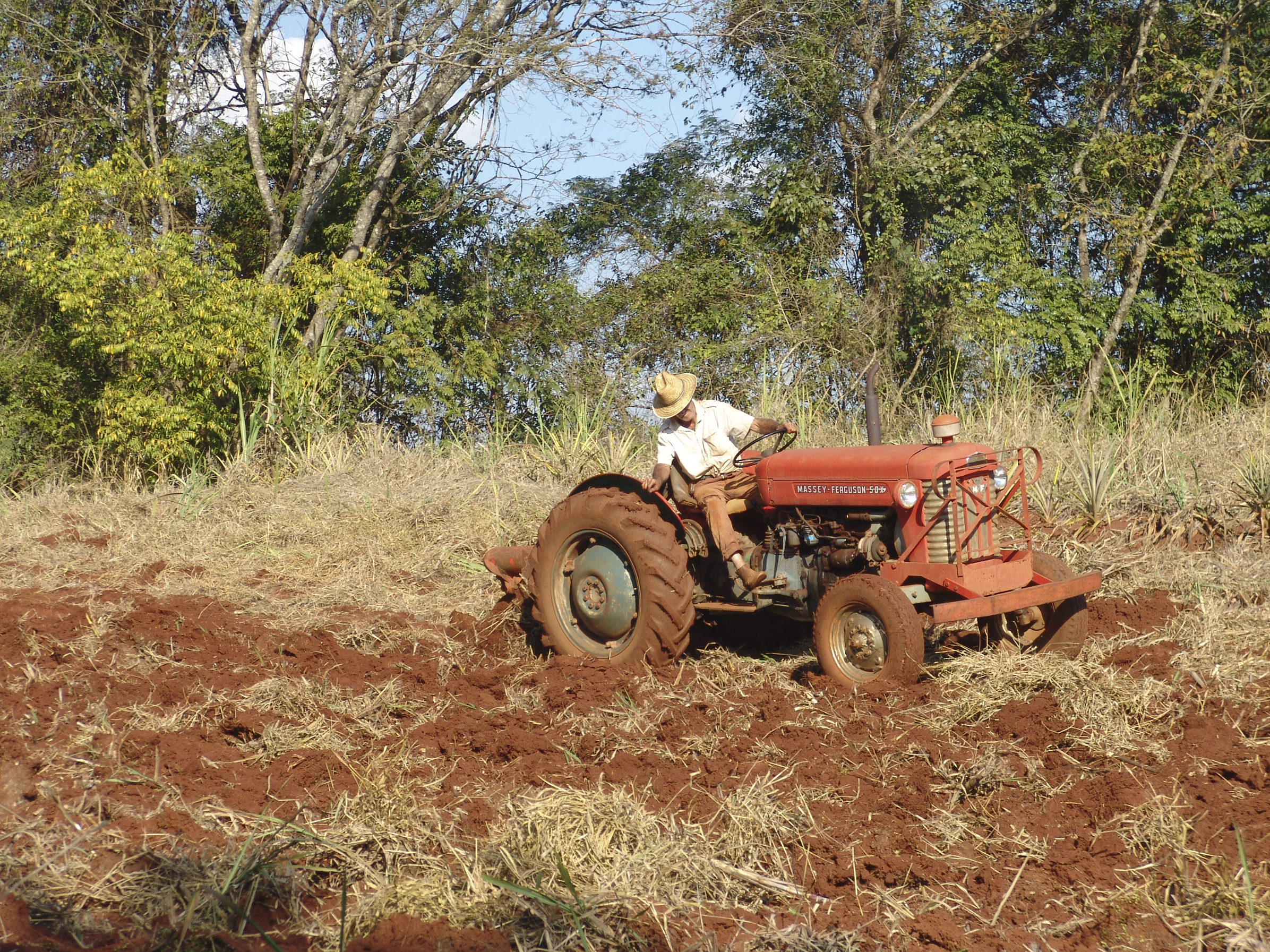
Arando uma pequena roça

Os maias cercavam todas as fases do cultivo das roças com rituais religiosos. O próprio plantio era considerado uma prática religiosa fundamental em que até os nobres e abastados compareciam. Depois de queimada a roça, os maias iniciavam um período de abstinências, e tornavam-se taciturnos e comedidos, recolhendo-se em casa após o plantio e aí permaneciam em luto. Só quando meninos traziam notícia de que as sementes haviam germinado é que retornavam à vida e afazeres normais.
Roçaliano : forma de se expressar, de modo caipira